# Сизиф (репозиторий)
Сизиф (Sisyphus) — проект по разработке репозитория (хранилища) RPM-пакетов, входит в 10 крупнейших в мире банков пакетов свободных программ (в 2025 году был 8-м).
Проект «Сизиф» включает репозиторий программных пакетов, собственный инструментарий сборки, собственную распределенную инфраструктуру разработки.
В составе репозитория — свыше 19 тысяч пакетов.
Работу над Сизифом ведёт команда разработчиков ALT Linux Team, в которую входит более 150 участников из пяти стран мира.
В 2007 году репозиторий Сизиф получил награду CNews Awards в номинации «Информационная безопасность».
Устанавливать ПО из репозитория на свой компьютер может любой желающий.
Разработчики, использующие «Сизиф», имеют доступ к репозиторию пакетов и набору инструментов (ALT Linux Installer, Alterator, apt, Gear, git, Hasher, mkimage, qa-robot, repocop, sisyphus_check и др.), что ускоряет выпуск решений.
Любой разработчик может внести свой вклад в развитие репозитория «Сизиф». Для этого необходимо присоединиться к команде ALT Linux Team, выполнив несколько шагов.

## Технология
В рамках проекта Сизиф членами ALT Linux Team разработан набор инструментов:
- Hasher — инструмент для безопасной сборки RPM-пакетов в контролируемой среде,
- Gear — инструмент для поддержки и совместной разработки RPM-пакетов в системе контроля версий git,
- Alterator — платформа для управления конфигурацией Linux-системы,
- ALT Linux Installer — инсталлятор, используемый в дистрибутивах ALT Linux.

В репозитории собираются пакеты для следующих архитектур: x86_64, aarch64, ppc64le и e2k.

## Gear
Gear — разработанный Дмитрием Левиным (ldv) и Алексеем Гладковым (legion) (ALT Linux Team) набор утилит, позволяющий автоматизировать сборку RPM-пакетов из дерева исходников, spec-файла и минимального набора правил, которые размещены в git-репозитории. Таким образом, возможно построить из репозитория исходный пакет src.rpm и при помощи Hasher автоматически собрать его в «чистом» chroot-окружении,  а также изолировать сборочный узел от действия сценариев сборки пакета.